# Karl Ludwig Michael Rautenberg
Karl Ludwig Michael Rautenberg (* 24. Juli 1829 in Arnswalde; † 20. Mai 1896 in Berlin) war preußischer Generalmajor.

## Leben

### Herkunft
Seine Eltern waren der Rechnungsführer und Premier-Lieutenant a. D. Michael Rautenberg (1786–1851) und dessen Ehefrau Dorothe Hedwig, geborene Wellmer (* 1849).

### Werdegang
Er besuchte die höhere Bürgerschule in Kolberg. Anschließend wurde er am 1. September 1843 Kadett in Kulm und am 3. Juli 1844 Kadett in Berlin. Nach seinem Abschluss wurde er am 22. April 1847 als Seconde-Lieutenant in die 2. Artillerie-Brigade aggregiert. Vom 1. Oktober 1847 bis zum 1. Juli 1849 war er in die Vereinigte Artillerie- und Ingenieurschule abkommandiert. Am 6. Oktober 1849 wurde er als Artillerieoffizier mit Patent zum 15. September 1847 einrangiert. Anschließend wurde er am 30. November 1851 zur Führung eines Artilleriekommandos nach Swinemünde abkommandiert. Vom 1. Oktober 1852 bis zum 30. September 1855 war er Feuerwerksleutnant und wurde am 2. Juli 1857 zum Premier-Lieutenant befördert. Er stieg am 1. Juli 1860 zum Hauptmann auf und wurde am 12. Januar 1864 zum Batteriechef ernannt. Von dort kam er am 19. Oktober 1865 in die Artillerie-Prüfungskommission abkommandiert. Im Vorfeld des Deutschen Krieges wurde er am 15. Mai 1866 Chef des 4. Kompanie und am 21. Mai 1866 Chef der 2. 6-pfünder Batterie. Während des Feldzuges nahm er an der Schlacht bei Königgrätz teil. Bereits am 8. September 1866 kehrte er zur Artillerie-Prüfungskommission zurück. Am 20. September 1866 erhielt er für den Feldzug den Roten Adlerorden 4. Klasse mit Schwertern.
Er wurde am 22. Juni 1867 wirkliches Mitglied der Artillerie-Prüfungskommission und wurde dazu à la suite des Festungs-Artillerieregiments Nr. 2. Am 13. November 1868 wurde er unter Belassung seiner Stellung als Major ohne Patent à la suite des Festungs-Artillerieregiments Nr. 5 gestellt, am 4. September 1869 erhielt er sein Patent mit Datum zum 18. Juni 1869.
Während des Deutsch-Französischen Krieges kam er am 18. August 1870 zunächst zu den Küstenbefestigung an die Elbe und Weser, aber schon am 8. November 1870 wurde er Kommandeur einer Festungsabteilung auf dem Kriegsschauplatz. So fand er sich bei den Belagerungen von Diedenhofen, Montmédy, Mézières und Paris. Er erhielt dafür am 6. Februar 1871 das Eiserne Kreuz 2. Klasse und kehrte am 18. April 1871 in seine Friedensstellung zurück.
Nach dem Krieg wurde er Vorsteher der Versuchsabteilung der Artillerie-Prüfungskommission und am 6. Januar 1874 in das Kriegsministerium abkommandiert. Dort wurde er am 18. Februar 1874 zum Chef des Artillerieabteilung ernannt und am 19. September 1874 zum Oberstleutnant befördert. Er wurde am 22. März 1877 Oberst und erhielt am 14. Januar 1879 den Rang als Brigadekommandeur und wurde Mitglied des General-Artilleriekomitees. Am 27. März 1879 kam er als Kommandeur in die 4. Fuß-Artilleriebrigade und wurde dazu à la suite des Kriegsministeriums gestellt. Dort bekam er den 23. September 1879 den Kronen-Orden 2. Klasse. Am 11. März 1882 wurde er mit dem Charakter als Generalmajor mit Pension zur Disposition gestellt.
Er starb am 20. Mai 1896 in Berlin und wurde am 23. Mai 1896 auf dem Friedhof in der Hasenheide beigesetzt.

### Familie
Rautenberg heiratete am 19. April 1854 in Kolberg Auguste Henriette Anna Schoeneberg (* 28. Oktober 1835; † 13. September 1876), eine Tochter des Kaufmanns August Eduard Schoeneberg und Nichte von Christian Friedrich Scherenberg. Das Paar hatte mehrere Kinder:
- Marie (* 1855)
- Ernst August Michael (1856–1943), preußischer General
- Otto Karl Hermann (1862–1897), Hauptmann in Feld-Artillerieregiment Nr. 3